# Mohamed Magdi Hamza
Mohamed Magdi Hamza Khalifa (arabisch محمد مجدي حمزة, * 30. August 1996 in Kairo) ist ein ägyptischer Kugelstoßer, der zu Beginn seiner Karriere auch im Diskuswurf an den Start ging.

## Sportliche Laufbahn
Erste internationale Erfahrungen sammelte Mohamed Khalifa 2013 bei den Jugendafrikameisterschaften in Warri, bei denen er mit einer Weite von 21,22 m mit der 5-kg-Kugel die Goldmedaille gewann, wie auch im Diskuswurf mit 58,62 m. Anschließend siegte er bei den Arabischen-Jugendmeisterschaften in Kairo mit 20,17 m im Kugelstoßen und gewann mit 56,96 m die Silbermedaille mit dem Diskus. Daraufhin gewann er bei den Jugendweltmeisterschaften in Donezk mit 20,58 m die Bronzemedaille im Kugelstoßen und schied im Diskusbewerb mit 52,56 m in der Qualifikation aus. Im Jahr darauf wurde er bei den Juniorenweltmeisterschaften in Eugene mit 19,85 m mit der 6-kg-Kugel Vierter und bei den Afrikameisterschaften in Marrakesch mit 17,64 m Fünfter. 2015 siegte er bei den Juniorenafrikameisterschaften in Addis Abeba mit 20,66 m und belegte im Diskuswurf mit 52,04 m den vierten Platz. Anschließend gewann er die Arabischen-Meisterschaften in Madinat Isa mit 18,38 m die Silbermedaille hinter seinem Landsmann Mostafa Amr Hassan und gewann auch bei den Afrikaspielen in Brazzaville mit 19,78 m die Silbermedaille, diesmal hinter dem Kongolesen Franck Elemba.
2016 siegte er bei den U23-Mittelmeermeisterschaften in Tunis mit 19,42 m und wurde bei den Afrikameisterschaften in Durban mit 19,00 m Sechster. Zwei Jahre später wurde er bei den U23-Mittelmeermeisterschaften in Jesolo mit 18,80 m Vierter und schied bei den Mittelmeerspielen in Tarragona mit 18,58 m in der Qualifikation aus. Anschließend gewann er bei den Afrikameisterschaften in Asaba mit einer Weite von 19,33 m die Silbermedaille hinter dem Nigerianer Chukwuebuka Enekwechi. 2019 gewann er bei den Arabischen Meisterschaften in Kairo mit 20,39 m die Silbermedaille hinter seinem Landsmann Hassan und erreichte bei der Sommer-Universiade in Neapel mit 19,26 m Rang acht. Anschließend gewann er bei den Afrikaspielen in Rabat mit 20,85 m die Silbermedaille hinter Enekwechi und schied bei den Weltmeisterschaften in Doha mit 19,91 m in der Qualifikation aus und belegte im Anschluss bei den Militärweltspielen in Wuhan mit 20,54 m den vierten Platz. 2021 gewann er bei den Arabischen Meisterschaften in Radès mit 20,30 m die Silbermedaille hinter dem Bahrainer Abdelrahman Mahmoud und nahm daraufhin an den Olympischen Spielen in Tokio teil, bei denen er mit 19,82 m den Finaleinzug verpasste.
2022 gewann er bei den Afrikameisterschaften in Port Louis mit 20,33 m die Bronzemedaille hinter dem Nigerianer Chukwuebuka Enekwechi und Kyle Blignaut aus Südafrika. Anschließend gewann er auch bei den Mittelmeerspielen in Oran mit einem Stoß auf 20,35 m die Bronzemedaille und musste sich damit nur den Serben Armin Sinančević und Asmir Kolašinac geschlagen geben. Im Jahr darauf musste er sich bei den Arabischen Meisterschaften in Marrakesch mit 20,33 m nur seinem Landsmann Mostafa Amr Hassan geschlagen geben. Im August verpasste er dann bei den Weltmeisterschaften in Budapest mit 20,68 m den Finaleinzug. 2024 gewann er bei den Afrikaspielen in Accra mit 20,29 m die Bronzemedaille hinter dem Nigerianer Chukwuebuka Enekwechi und seinem Landsmann Mostafa Amr Hassan, wie auch bei den Afrikameisterschaften im Juni in Douala mit 19,72 m. Im August schied er bei den Olympischen Sommerspielen in Paris mit 19,27 m in der Qualifikationsrunde aus.
In den Jahren 2016 und 2018 sowie 2020, 2022 und 2023 wurde Khalifa ägyptischer Meister im Kugelstoßen.